# Skæring Skole
Skæring Skole er den syvendestørste skole i Aarhus. Den ligger i forstaden Skæring der hører under bydelen Egå. Skolen har eksisteret siden 1976.
Den havde i 2018 ca 850 elever  elever,  men har tidligere været over 1000 elever. Elevantallet har været faldende de seneste par år.
Skolen har  3-4 spor og omkring 400 af skolens elever går i SFO for 0-3. klasse eller klubben for 4. klasserne. Personalet udgør ca. 135 fastansatte medarbejdere.        
Skolen er opdelt i 4 afdelinger:   
- Indskoling (0-4. årgang)
- Udskoling/overbygningen (5.-9. årgang)
- Specialklasser
- Skolefritidsordning – SFO, dækker distriktets fritidstilbud for 0. – 3. kl. samt tilbud for specialklassebørn 0. – 9. kl.

Der er gode idrætsfaciliteter omkring skolen bl.a. flere fodboldbaner, atletikbane samt håndboldhal og HEI (Hjortshøj-Egå idrætsforening) som hører til ved Skæring Skole.